# جامار (توف)
شهرستان جامار یا زامار (به زبان مغولی: Заамар сум، [Zaamar sum]؛ ᠵᠠᠭᠠᠮᠠᠷ ᠰᠤᠮᠤ، [jaɣamar sumu]) یک شهرستان (سُوم) در مغولستان است که در استان تو واقع شده‌است.

## تقسیمات اداری
شهرستان جامار متشکل از ۳ قصبه (باغ) می‌باشد، شامل:
- توسون (مغولی: Тосон баг، [Toson bag]؛ ᠲᠣᠰᠤᠨ ᠪᠠᠭ، [tosun baɣ])
- توف (مغولی: Төв баг، [Töv bag]؛ ᠲᠥᠪ ᠪᠠᠭ، [töb baɣ])
- تومستِی (مغولی: Төмстэй баг، [Tömstej bag]؛ ᠲᠥᠮᠥᠰᠥᠲᠡᠢ ᠪᠠᠭ، [tömösötei baɣ])
- خایلاست (مغولی: Хайлааст баг، [Xajlaast bag]؛ ᠬᠠᠶᠢᠯᠠᠰᠤᠲᠤ ᠪᠠᠭ، [qayilasutu baɣ])